# امتصاصية
امتصاصية أو إمتصاص أو تماص في علم الأطياف، تعرف الامتصاصية (بالإنجليزية: Absorbance)‏ ويرمز لها A كما يلي:
{\displaystyle A_{\lambda }=-\log _{10}(I/I_{0})\,},
حيث {\displaystyle I} هي شدة الضوء عند طول الموجة λ الذي يمر خلال العينة (شدة الضوء النافذ)، و {\displaystyle I_{0}} هي شدة الضوء قبل دخوله إلى العينة أو شدة الضوء الساقط.
تجرى قياسات الامتصاصية غالبا في الكيمياء التحليلية، حيث تكون الامتصاصية متناسبة مع سماكة العينة وتركيز الجسيمات الماصة في العينة، على عكس نفاذية {\displaystyle I/I_{0}} العينة التي تتفاوت بشكل لوغاريتمي مع السماكة والتركيز.
خارج حقل الكيمياء التحليلية، مثل استخدام تقنية (Tunable Diode Laser Absorption Spectroscopy (TDLAS))، تعرف الامتصاصية بلوغاريتم طبيعي بدلا من لوغاريتم عشري:
{\displaystyle A_{\lambda }=-\ln(I/I_{0})\,},
انظر قانون بير لامبرت لمزيد من المعلومات.

## توضيح
يشير مصطلح امتصاص إلى العملية الفيزيائية لامتصاص الضوء، بينما يشير مصطلح امتصاصية إلى الكمية الرياضية. بالإضافة إلى أن الامتصاصية لا تقيس دائما الامتصاص. فمثلا، في حالة المحاليل المعلقة (Dispersion)، جزء من الضوء الساقط سيتبعثر بالجزيئات المعلقة، ولن يتم امتصاصه في الحقيقة. وفي هذه الحالة يفضل استخدام مصطلح التوهين "attenuance" (كما وتسمى بالانطفاء)، والذي يفسر الضياعات بسبب التبعثر والتلألؤ.
بالرغم من أنه لا يوجد للامتصاصية وحدات حقيقية، فإنه يعبر غالبا عنها "Absorbance Units" أو AU.

## الامتصاصية والنفاذية
| الامتصاصية | النفاذية ({\displaystyle I/I_{0}}) | نسبة النفاذية ({\displaystyle 100*I/I_{0}}) |
| ---------- | ---------------------------------- | ------------------------------------------- |
| 0          | 1                                  | 100                                         |
| 0.1        | 0.79                               | 79                                          |
| 0.25       | 0.56                               | 56                                          |
| 0.5        | 0.32                               | 32                                          |
| 0.75       | 0.18                               | 18                                          |
| 0.9        | 0.13                               | 13                                          |
| 1          | 0.1                                | 10                                          |
| 2          | 0.01                               | 1                                           |
| 3          | 0.001                              | 0.1                                         |

## مجال قياس الجهاز
أي جهاز قياس له مجال محدد يمكن خلاله قياس الامتصاصية بدقة. فالعديد من الأجهزة ستصبح غير خطية (لا تخضع لقانون بير لامبرت) بدءًا من 2 AU تقريبًا (1% نفاذية). ومن الصعب أيضًا قياس قيم الامتصاصية الصغيرة بدقة (تحت 10−4) باستخدام الأجهزة المتوفرة تجاريًا للتحليل الكيميائي. في بعض الحالات، يمكن استخدام قياس طيف الامتصاص الليزري (Laser absorption spectrometry)، حيث تتمتع هذه الأجهزة بمجال أكبر للقياس يتجاوز مجال الأجهزة التقليدية بعدة درجات من الدقة (يصل مجال الجهاز إلى 5x10−13). أفضل دقة نظرية لأغلب الأجهزة التجارية المتوفرة غير المعتمدة على مبدأ الليزر تقارب 1 AU . وبالتالي يجب ضبط طول الطريق المسلوك والتركيز لنستطيع القراءة ضمن المجال.
الكثافة البصرية (Optical density)، أو OD، هي الامتصاصية بالنسبة للطول، أي الامتصاصية مقسومة على سماكة العينة، رغم أنها تستخدم في بعض الأحيان كمرادف للامتصاصية معتمدة على اللوغاريتم العشري.

## اقرأ أيضًا
- قانون بير لامبرت
- العمق البصري (بالإنجليزية: Optical depth)‏
- الانعكاسية (بالإنجليزية: Reflectivity)‏
- Tunable Diode Laser Absorption Spectroscopy